# Steve Chainel
Steve Chainel (Remiremont, 6 settembre 1983) è un ex ciclocrossista e ciclista su strada francese professionista dal 2007 al 2015 su strada e fino al 2023 nel ciclocross, conta la vittoria di un Circuit de Lorraine e di un titolo nazionale Elite di ciclocross.

## Carriera
Nel 2000, tra gli juniors, fu campione nazionale di ciclocross di categoria. In questa disciplina conta in totale una ventina di vittorie da Elite, tra cui il titolo nazionale nel 2018 vinto a Quelneuc davanti a Francis Mourey, e la partecipazione a numerose edizioni dei campionati del mondo, in cui vanta come miglior piazzamento il quarto posto a livello Elite nella rassegna 2006 a Zeddam.
Su strada è stato professionista dal 2007 al 2015, vestendo le divise delle principali formazioni nazionali: Auber 93, Bbox Bouygues Telecom, FDJ, AG2R La Mondiale e Cofidis. I suoi principali successi sono arrivati al Circuit de Lorraine nel 2008, quando vinse una tappa e la classifica generale della corsa, e alla Tre Giorni di La Panne nel 2010, quando si aggiudicò la prima frazione a Oudenaarde. Ha partecipato anche al Giro d'Italia 2009 e alla Vuelta a España 2013.
Dal 2020 è nuovamente professionista nel ciclocross con il Cross Team Legendre. Si ritira il 29 gennaio 2023 dopo l'ultimo appuntamento della  Coppa del mondo di cicloross 2022-2023 a Besançon. 

## Palmarès

### Cross
- 2005-2006

Cyclo-cross de Moyenmoutier (Moyenmoutier)
Internationales Radquer Frenkendorf (Frenkendorf)
- 2006-2007

Cyclo-cross International de Marle (Marle)
Internationales Radquer Frenkendorf (Frenkendorf)
- 2007-2008

Cyclo-cross de Vriey (Briey)
Cyclo-cross de Nieul (Nieul)
Cyclo-cross de Saint-Nabord (Saint-Nabord)
Cyclo-cross de Dugny (Dugny)
Grand Prix du Nouvel-An (Pétange)
- 2008-2009

Grand Prix Commune de Niederanven (Niederanven)
- 2009-2010

Radquer Wetzikon (Wetzikon)
Grand Prix du Nouvel-An (Pétange)
- 2010-2011

Grand Prix de la Commune de Contern (Contern)
Cyclo-cross de Saverne, 1ª prova Challenge la France Cycliste (Saverne)
- 2014-2015

Cyclo-cross de Yutz (Yutz)
- 2016-2017

Cyclo-Cross Collective Cup #1 (Waterloo)
- 2017-2018

Cyclo-cross de Besançon, 1ª prova Coppa di Francia (Besançon)
Campionati francesi, gara Elite
- 2018-2019

Utsunomiya Cyclo Cross #1 (Utsunomiya)
- 2019-2020

Cyclo-cross d'Andrézieux Bouthéon, 2ª prova Coppa di Francia (Andrézieux-Bouthéon)
- 2020-2021

Stockholm Cyclo-Cross (Stoccolma)

### Strada
- 2008 (Auber 93)

1ª tappa Tour de la Manche (Saint-Lô > Créances)
3ª tappa, 2ª semitappa Tour de la Manche (Gouvets > Pontorson)
4ª tappa Circuit de Lorraine (Gérardmer > Saint-Avold)
Classifica generale Circuit de Lorraine
- 2010 (Bbox Bouygues Telecom, una vittoria)

1ª tappa Driedaagse De Panne-Koksijde (Middelkerke > Oudenaarde)

## Piazzamenti

### Grandi Giri
- Giro d'Italia

2009: non partito (14ª tappa)
- Vuelta a España

2013: ritirato (14ª tappa)

### Classiche monumento
- Milano-Sanremo

2009: 70º
2010: 88º
2011: 31º
2012: 80º
2013: ritirato
2014: ritirato
- Giro delle Fiandre

2009: 48º
2010: 17º
2011: 86º
2012: 32º
2013: 30º
2014: 28º
- Parigi-Roubaix

2009: fuori tempo
2010: ritirato
2011: 33º
2012: 16º
2013: 17º
2014: 27º

### Competizioni mondiali
- Campionati del mondo di ciclocross

Zolder 2002 - Under-23: 10º
Monopoli 2003 - Under-23: 8º
St. Wendel 2005 - Under-23: 8º
Zeddam 2006 - Elite: 4º
Hooglede 2007 - Elite: 29º
Treviso 2008 - Elite: 24º
Hoogerheide 2009 - Elite: 9º
Tábor 2010 - Elite: 13º
St. Wendel 2011 - Elite: 15º
Koksijde 2012 - Elite: 11º
Hoogerheide 2014 - Elite: 21º
Heusden-Zolder 2016 - Elite: 20º
Bieles 2017 - Elite: 41º
Valkenburg 2018 - Elite: 10º
Bogense 2019 - Elite: 25º
Dübendorf 2020 - Elite: 17º
Ostenda 2021 - Elite: 27º